# Konferenz der deutschsprachigen Mathematikfachschaften
Die Konferenz der deutschsprachigen Mathematikfachschaften (KoMa) ist eine regelmäßige Zusammenkunft mathematischer Fachschaften aus dem deutschsprachigen Raum. Die KoMa ist damit gleichzeitig die deutsche Bundesfachschaftentagung Mathematik, aus welcher sie auch ursprünglich hervorgegangen ist. Zur Teilnahme an einer KoMa berechtigt sind nicht nur Mitglieder der Fachschaftsräte, sondern grundsätzlich alle Studenten eines mathematischen Studiengangs.
Die KoMa gibt es seit 1977. Sie findet seitdem jedes Semester an einer anderen Universität oder Fachhochschule statt. Der Ausrichter wird auf der jeweils vorhergehenden Zusammenkunft bestimmt. Die Reisekosten und Tagungsgebühren bekommen die Teilnehmer an den meisten Universitäten und Fachhochschulen vom AStA erstattet, oder sie werden durch Spenden der KoMa unterstützt.
Im Anfangsplenum werden organisatorische Fragen besprochen und Arbeitskreise gebildet. Neben der Behandlung von aktuellen hochschulpolitischen Fragen, fachbereichsspezifischen Problemen und fachlichen Themen werden auch Freizeit- und Sportaktivitäten angeboten. Die Abende der Konferenztage verbringen die Teilnehmer in geselliger Runde. Die KoMa endet mit einem Abschlussplenum, auf dem Ergebnisse der Arbeitskreise vorgestellt, Beschlüsse gefasst und ihre Vertreter in den studentischen Akkreditierungspool gesandt werden.
Protokolle und Berichte sammelt die KoMa in der Publikation „KoMa-Kurier“, die an die Fachschaften versandt wird. Resolutionen und Beschlüsse werden in Presseerklärungen veröffentlicht sowie an die jeweilige öffentliche Stelle weitergegeben.
Der Nutzen der KoMa liegt neben der Diskussion studienrelevanter Themen im gegenseitigen Kennenlernen und im Austausch von Erfahrungen mit anderen Mathematikstudenten aus Deutschland, Österreich und der Schweiz.

## Ausrichtungsorte

### Kommende Konferenzen
(Quelle: )
- Universität Passau (SS 2025)
- TU Chemnitz (WS 2025/26)
- Universität Duisburg-Essen (SS 2026)

### Vergangene Konferenzen
(Quelle: )
- Universität Magdeburg (WS 2024/25)
- Universität Bonn (SS 2024)
- TU Darmstadt (WS 2023/24)
- RPTU Kaiserslautern (SS 2023)
- TU Wien (WS 2022/23)
- Friedrich-Schiller-Universität Jena (SS 2022)
- online (SS 2021)
- online (SS 2020)
- Universität Potsdam (WS 2019/20)
- Universität Augsburg (SS 2019)
- Friedrich-Alexander-Universität Erlangen (WS 2018/19)
- Humboldt-Universität zu Berlin (SS 2018)
- Technische Universität Wien (WS 2017/18)
- OTH Regensburg (SS 2017)
- Technische Universität Dortmund (WS 2016/17)
- Ruprecht-Karls-Universität Heidelberg (SS 2016)
- Technische Universität Ilmenau (WS 2015/16)
- RWTH Aachen (SS 2015)
- Universität zu Lübeck (WS 2014/15)
- Humboldt-Universität zu Berlin (SS 2014)
- Technische Universität Chemnitz (WS 2013/14)
- Christian-Albrechts-Universität zu Kiel (SS 2013)
- Technische Universität Wien (WS 2012/13)
- Universität Augsburg (SS 2012)
- Universität Bremen (WS 2011/12)
- Ruprecht-Karls-Universität Heidelberg (SS 2011)
- Universität Magdeburg (WS 2010/11)
- TU Dresden (SS 2010)
- Karl-Franzens-Universität Graz (WS 2009/10)
- Universität Augsburg (SS 2009)
- Universität Paderborn (WS 2008/09)
- Technische Universität Chemnitz (SS 2008)
- Fachhochschule Regensburg (WS 2007/08)
- Universität Karlsruhe (SS 2007)
- Universität Bielefeld (WS 2006/07)
- Universität Oldenburg und Universität Bremen (SS 2006)
- Universität Duisburg-Essen (WS 2005/06)
- ETH Zürich (SS 2005)
- Technische Fachhochschule Berlin (WS 2004/05)
- Universität Hamburg (SS 2004)
- Universität Siegen (WS 2003/04)
- Technische Universität München (SS 2003)
- Universität Karlsruhe (WS 2002/03)
- Universität Dortmund (SS 2002)
- Universität Paderborn (WS 2001/02)
- TU München (SS 2001)
- Universität Stuttgart (WS 2000/01)
- Universität Freiburg im Breisgau (SS 2000)
- Technische Universität Darmstadt (WS 1999/00)
- Universität Halle (SS 1999)
- Universität Hamburg (WS 1998/99)
- Technische Universität Dresden (SS 98)
- Universität Bielefeld (WS 1997/98)
- TH Aachen (SS 1997)
- Universität Oldenburg (WS 1996/97)
- Technische Universität Clausthal (SS 1996)
- Technische Universität Chemnitz (WS 1995/96)
- Universität Freiburg im Breisgau (SS 1995)
- Universität Bonn (WS 1994/95)
- Universität Stuttgart (SS 1994)
- Universität Bremen (WS 1993/94)